# ラーメタル人
ラーメタル人は、松本零士の漫画及びそれを原作とするアニメ作品に登場する、架空の人種である。
本稿では、初出の作品である『新竹取物語 1000年女王』の設定を中心に解説する。
なお、単にTV版、映画版と表記している場合はいずれも『1000年女王』のTV版および映画版を指す。

## 姿・身体的特徴など
酷寒の惑星ラーメタルの住民。外見は地球人と大きく変わらない者がほとんどだが、遥かに長寿であり原作の設定では100年で地球人の1年分、映画版の設定では1000年で1年分しか年をとらない。ただし、地球人である三食ラーメン堂の老夫婦・雪野夫妻はラーメタル人である雪野弥生を赤子の頃から育て、彼女が大人の女性として成長していた描写を見る限り、成人するまでの成長速度に地球人と大差は見られない。また、映画版の設定によれば彼らにとって地球で暮らした1000年は地球人にとっての1日程度の感覚しかないとされる。
母星ラーメタルで過ごしているラーメタル人は、その苛酷な環境により1000年のうち999年と9ヶ月は「ベッド」と呼ばれる透明なガラス状の蓋がされた生命維持装置の中で冬眠することを余儀なくされている。長い冬眠の後、母星が太陽に近づく3ヶ月の間だけ活動し、この期間を彼らは「1000年に一度の春」、「つかの間の春」と呼ぶ。なお、TV版では冬眠の期間が800年、活動可能な期間が200年に変更されている。後年『999』と『1000年女王』のミッシングリンクを埋める作品として制作されたOVA『メーテルレジェンド』（以下『レジェンド』と表記）およびTVアニメ『宇宙交響詩メーテル 銀河鉄道999外伝』（以下、『宇宙交響詩-』と表記）では、「冬眠」の設定については触れられていない。
映画版では、死期が迫ると急激に老化し、容姿が醜くなる現象が見られた。これについて雨森教授は「心が顔に出るのかも」と推察している。ヒロインである弥生の死に顔を見た始は「こんな綺麗な人、見たことがない」と呟くが、棺を覗き込んだ際に一瞬怯む様子を見せており、実際には醜く変化してしまっていたことがうかがえる。
映画公開後も続いた原作では、物語の終盤において弥生の部下である夜森の弁で「ラーメタル人は死期が迫ると心が顔に出る」と語られた。
TV版や前述した『レジェンド』および『宇宙交響詩-』では、という描写はない。

## 社会・文化
『1000年女王』ではラーレラ（TV版では主に「聖女王」と呼ばれ、原作や映画版とは容姿や設定が大きく異なる）、『レジェンド』、『宇宙交響詩-』では地球から帰還したラー・アンドロメダ・プロメシュームが女王となりラーメタル人を統率していた。
原作と映画版では市民の様子はあまり描かれてはいないが、TV版では地下都市に暮らす市民の様子が弥生の姉・セレンの回想で描かれている。ラーメタルの宮殿で生活していた頃の弥生やセレンは古代ギリシア人や古代ローマ人のような服装をしており、そうした服装をした市民の存在も確認できる（26話）。都市は王宮を中心に広がっており、ラーメタル人が暮らす区画と地球人が暮らす区画に別れている。地球人の居住区は王宮から離れたところにあり、ラーメタル人が地球人の区画へ行くことは禁止されている。
TV版では、ラーメタル人には冠婚葬祭の習慣がなく、聖女王の命に背いて地球人の区画に来たセレンは出産や葬儀で多くの地球人が集まり、喜びや悲しみを共有することに感動していた。また、親が直接子供を育てるという習慣もなく、セレンと弥生の姉妹もまた、母ラーレラのクローンとして生み出されている。藤川桂介による、TV版を基にしたノベライズ本（コバルトシリーズ版）によればラーメタル人には恋愛結婚による結婚式という習慣はないとされているが、原作では弥生の恋人であるドクターファラが始に対し「弥生との結婚式には出席してもらう」と発言しているため、結婚式は存在する。『宇宙交響詩-』では、作中のラーメタル人が婚約を発表したり、葬儀を行っているため地球人同様に冠婚葬祭の習慣が存在する。

## メンタリティ
高度な文明や技術を持つ民族であることに誇りを持っており、自分達を宇宙最高の民族と見なす傾向が強い上に、地球人のことを「サル」と見下す傾向がある。また、TV版では聖女王は彼らをラーメタルにとって「捨て石」くらいにしか思っておらず、弥生よりも聖女王への忠誠心が強い夜森と永久管理人も同じ思考で、夜森に至っては「宇宙で人間と呼べるのはラーメタル人だけ」と呼ぶ程、地球人を虫けら程度にしか見なしてはいなかった。
TV版で弥生は実の母である聖女王に対し、地球人の素晴らしさを説く際に「ラーメタル人にはない愛を持っている」ことを理由として挙げているが、彼らにも恋愛感情や肉親の情といった感情は存在し、セレンと弥生には姉妹愛があり、聖女王は最終回で弥生の死を嘆くなど、愛がないわけではない。作中では地球人が他者の喜びや悲しみを分かち合う姿に先述の通りセレンが感動していたり、他人のために自己犠牲も厭わない雨森始の姿などに弥生は地球人の素晴らしさを見出しており、TV版においてはこうした他者を気遣う心などは地球人のほうが優れているように描かれている。
『宇宙交響詩メーテル』では、ラーメタル人の思考は、機械化を推進するプロメシュームに対する反感と敵対心が強く、自ら故郷の星を救う為に戦う民衆も描かれている。そこでプロメシュームに叛旗を翻した機甲団司令官ラー・フランケンバッハ・レオパルドは、プロメシュームの圧倒的な戦力に苦戦する中、加勢に来たハーロック、トチローといった地球人や、他惑星の人々の援護に対し、素直ではない感謝もしている。

## 科学・軍事力
原作で弥生は自分と寸分たがわないアンドロイドを使用しており、顕微鏡で倍率を50万倍に拡大しないと人工細胞で組み立てられていることがわからないほどである。また、首都シティ・ミユにある、ラーレラの部屋の地下10000メートルのところには「まゆ」と呼ばれる装置には弥生と同じ姿をした女性が多数眠っており、クローンの技術も相当に進んでいることが窺える。『宇宙交響詩-』では、プロメシュームが自分の姿をしたクローン数体を影武者として使用している。
1000年女王の指揮の下、地球上で活動していたラーメタル人たちは光の圧力で動くエレベーターを使用したり、関東平野の地下に広がる大空洞をまるで地上にいるかのように明るくしてそこに秘密基地を作っているほか、世界中の都市を空洞船として浮遊大陸のように浮上させることを可能とするなど、作中で描かれる1999年頃の地球人と比べて優れた科学力を持っている。また、原作では惑星の軌道をコントロールしたり、惑星直列をも可能にしている。ただし、TV版では弥生は始に自分の正体が1000年女王であることを明かした際に「大宇宙の自然の法則を変えることは死を意味する」と語り、終盤で地球消滅の危機を回避する手段としてラーメタルの軌道を変えるべく、暗黒彗星ラーを消滅させようと考えるまでは天体の運行を人為的に変えるようなことはしていない。
また、霊体や魂などの研究も進んでおり弥生の部下であるミライは原作及び映画版において、自分のエネルギーを放出して歴代の1000年女王達を復活させている。
TV版では、ラーメタル星で暮らす住民達は惑星の地下に都市を作り、人工太陽を使用して生活していた。『レジェンド』でも人工太陽を都市の上空に打ち上げ使用していたが、途中で壊れてしまい失敗に終わっている。
その科学技術は軍事でも利用されており、原作では分子レベルで分解・消滅を可能にする戦闘艦の砲撃を受けても元通りに修復するアンドロイド戦車が存在し、TV版ではラーメタルの宇宙船や戦闘機の前には地球の迎撃宇宙艇は歯が立たなかった。ただし、漫画及び映画版ではラーメタルの戦闘艦などは地球の旧式な兵器に対して有効な防御手段を持っておらず、地球の旧式な戦闘機であるゼロ戦や投石機など、博物館入りのシロモノを兵器として使用した攻撃の前にラーメタル側は多大な被害を受けており、思わぬ脆さを露呈している。更に漫画版、映画版の空洞船の設計と、TV版の大宇宙船の完成には、最終的に始の父親をはじめとした地球人達の力を必要としており、ラーメタルの科学力も決して全知全能ではない面も見受けられた。
そうした弱い面はゲームの『松本零士999』でも見られ、ラーメタルに侵攻してきたマゾーン艦隊の攻撃に、ラーメタル艦隊は簡単に蹂躙されて全滅し、キャプテンハーロックのアルカディア号に援護要請を頼む程だった。
なお『宇宙交響詩-』では、プロメシュームはアンドロイド戦車同様に自己修復能力を持った機械の体となっている。また、自分の名を冠した惑星プロメシュームも強力な自己修復能力を有していた。

## 地球人との関わり
原作及びTV版においてラーメタル人は自分達が眠っている間、自分の星を支える労働力として地球人を奴隷として働かせるべく、1000年周期で地球と接近するたびに地球から地球人を自分の星へと連れ去っていた。ラーメタルより派遣される1000年女王は、TV版ではその労働力となる地球人を自分の星へと連れて来ることが母星から課せられた使命だった。原作では彼らが眠っている間、事故が起きないように「ベッド」は機械で制御され、そうした機械の管理をラーメタルに連れて来た地球人の子孫に行わせていた。冬の間は地球人の手助けなしには生きていけなかったために「サル」とさけずみながらも地球人の手助けをどうしても必要としていたことが、原作での弥生の弁で語られている。連れて来られた地球人はラーメタル人と違い冬眠しないで働き続けることができるが、彼らに比べて寿命が短いため世代交代が行われ、始がラーメタルで出会った地球人は1000年前に連れて来られた地球人の子孫達であった。彼らは長い年月のうちに独自の言語を使用しており、同じ地球人である始とは言葉が通じなかった。
原作では弥生によって円盤型の宇宙船でラーメタルにいた地球人の子孫は地球に送られ、TV版では地球を救うために命を落とした弥生に代わり、姉のセレンが地球人の解放を聖女王に申し出たことで地球人は解放されている。映画版では地球人を奴隷として使役する描写はないが、前述でのメンタリティ、更に後述する移住計画のように、地球人を邪魔な存在と見なしていた。時系列的に『1000年女王』の後日談となる『999』のスピンオフ作品『メーテルレジェンド』および『宇宙交響詩メーテル　銀河鉄道999外伝』では地球人を奴隷としている描写はないが、『宇宙交響詩-』でラーレラがかつて地球人を労働力として使役していたことが描写されている。

## 地球移住計画
原作・映画版でラーメタル人は地球への移住を試みている。母星ラーメタルはこれまで1000年周期の楕円軌道を描いていたが、暗黒太陽ラーの次元重力で太陽系を巡る軌道を離れ、太陽の光も届かない暗黒の空間へと飛び去ることが判明したためである。これまでラーメタル人は地球を「他人の楽園」と考え、侵略しようとはせず「1000年に一度の春」に甘んじて生活していたが、民族存亡の岐路に立たされた結果「永遠の春」を手に入れるべく、指導者ラーレラに率いられ地球侵攻を開始したのだった。ラーレラやファラは地球人を「野蛮なサル」としか見ておらず、共存を考えようとはしなかった。
結局、移住計画は原作・映画ともに失敗に終わるが、その過程は異なったものとなっている。
映画版では、前衛の戦闘部隊が地球の旧式な兵器によって壊滅し、ラーレラの宮殿船も突入してきた地球人との白兵戦で大きな損害を被った挙句、ラーメタルに撤退しようとしたところを歴代の1000年女王の攻撃で撃沈されてラーレラ以下首脳陣が死亡するなど惨憺たる結果となった。
原作では、ラーレラが移住計画を棚上げにして地球人の雨森始を篭絡しようとしたことから首脳陣に混乱が起こり、さらにレオパルドの戦闘部隊が敗退したことで計画に大きな狂いが生じた。最終的にラーレラは地球と休戦して移住計画を断念し、ラーメタルと共に太陽系を離れていくこととなる。

## 1000年女王
基本的には1000年に一人ずつ、ラーメタル人が地球へと派遣していた女王で、作中では「人知れず地球を治める存在」とされている。原作での弥生の弁によれば1000年女王はラーメタルの地下10000メートルのところにある「まゆ」と呼ばれる装置により同じ姿形で生まれ、眠りながら順番に地球へ降りる日を待つとされ、あるときは赤ん坊の姿で、あるときは成人した女性の姿で地球に降りてくるのだという。ただし、映画版に登場する卑弥呼、楊貴妃、クレオパトラといった歴代の1000年女王たちや、映画版で弥生に交代を迫った新女王（原作ではヤゴという名で登場）は弥生と容姿が異なっている。地球では古代エジプトの古文書でその存在が確認されていた（映画版の設定）。
ラーメタル人は母星ラーメタルが1000年周期で地球に近づくたびに1000年女王を派遣し、人類誕生以前から地球と関わりを持ってきた。任期はラーメタルが地球と再接近するまでの1000年間だが、事故や病気などで死亡した場合や、本国である母星にとって不都合な場合は交代が行われ、新しい1000年女王（新女王）が派遣される。任期の途中で交代を命じられた現女王がそれを拒否した場合は、ルールに従い新女王との決闘が行われ、作中では現女王である弥生と新女王が金星で1対1の決闘を行っている。決闘は二人だけで行われ、他の者がこれを見ることは禁じられており見た場合は抹殺される。そのため立会人などは付かないが、現場近くまで同行することはできる。決闘に敗北した女王の記憶は勝った方に吸い取られ、その記憶は引き継がれる。ただし、作中では任期の終了と共にラーメタルへ帰った女王も多く存在していることがミライの弁で語られており、弥生は歴代の女王の心が全て自分に引き継がれていることを語っているため、決闘を行わずとも交代時に記憶の引き継ぎは行われている。『宇宙交響詩-』では、プロメシュームが「儀式」と称し、知識を詰め込む機械を使用して娘のメーテルに記憶の引き継ぎを行っている。
関東平野の地下にある大空洞内の基地にいるラーメタル人たちはこの1000年女王をリーダーとして活動しており、TV版のノベライズ本（コバルトシリーズ版）によれば、女王の地上での命令権は絶対とされている。

## 註
1. ↑  聖女王ラーレラ（漫画版、映画版）や、墓守のミライを除く。
2. ↑  OVA『メーテルレジェンド』でも、ラーメタル人としてメーテルとエメラルダスが15歳の双子という設定で登場するが、地球人の同年代の少女くらいの容姿をしている。
3. ↑  ただし、新1000年女王はクローン姉妹である弥生には敵意を剥き出しにしており、弥生も彼女を大きな障害として、金星の「黒い都」での決闘では、迷うこと無く彼女を抹殺している。
4. ↑  原作ではレオパルドが「我が乗艦に最も大きなダメージを与えた兵器」としてラーレラに見せたのは下駄（雨森所長の）であった。
5. ↑  原作での弥生の弁による。
6. ↑  『1000年女王』で弥生や夜森が始に使用した機械と同型のもの。